# Don Francisco te invita
Don Francisco te invita fue un programa de televisión estadounidense tipo talk show transmitido por Telemundo desde el 9 de octubre de 2016, y producido en conjunto en las instalaciones de Cisneros Studios. El programa era presentado por Mario Kreutzberger «Don Francisco», con la coanimación de Jessica Carrillo.

## Formato
Don Francisco te invita es un programa de entrevistas y variedades donde los invitados serán celebridades y personas desconocidas con historias increíbles y emotivas. Los televidentes podrán ver a sus estrellas favoritas en divertidos juegos y actividades con mucho humor y diversión, y donde hasta la audiencia también participara.
El formato del programa se asimila a otro conducido por Kreutzberger llamado Don Francisco presenta, producido y transmitido por Univisión transmitido desde 2001 hasta 2012 al ser cancelado por la cadena.

## Producción

### Antecedentes
Mario Kreutzberger, más conocido como Don Francisco, ingresa a Telemundo en marzo de 2016, tras la cancelación hace casi tres meses después de su emblemático programa "Sábado gigante" en Univision. Posteriormente informa el 11 de septiembre del mismo año que estrenaría un nuevo programa el 6 de octubre de 2018.

### Grabaciones
Las grabaciones se realizaron en los estudios de Cisneros Media, en Medley, Miami, Florida, en un escenario con una pantalla de proyección de vídeo de 360 grados, y contando con parte del equipo de producción que estuvo en Sábado Gigante. Se esperaba mudar la producción del programa a las instalaciones de Telemundo Center inaugurados en 2018.

### Salida del aire
El 26 de julio de 2018 la cadena Telemundo informa mediante un comunicado que después de más de 100 emisiones, Don Francisco Te Invita cumplió su ciclo, siendo el último día de producción el 8 de septiembre y su último programa en diciembre.
Aunque la cadena no dio mayores razones sobre la decisión de eliminar el programa semanal de Kreutzberger, diversos medios estimaron que el motivo se debía a recortes económicos que ya venía realizando el canal y la baja audiencia que venía recibiendo.

## Siempre Niños
De la mano de Don Francisco, Telemundo transmitió también un programa de entretenimiento llamado “Siempre Niños”, contando con divertidos segmentos, juegos y concursos, debates de niños solucionando problemas de adultos, además de la presentación estelar de niños talentosos con extraordinarias capacidades y la participación de artistas invitados que compartirán relatos de su infancia y confiesan sus travesuras de pequeño. El programa se estrenó el 8 de enero de 2017 y finalizó el 2 de abril del mismo año.El programa debutó con una audiencia de 1.96 millones de espectadores en Estados Unidos y El ultimo programa obtuvo un nivel de audiencia de 1.201 millones de espectadores.

## Ratings y Niveles de Audiencia
Don Francisco Te Invita debutó con una audiencia total de 2.941 millones de espectadores, superando su antigua cadena Univision que obtuvo una audiencia total de 2.364 millones de espectadores durante la transmisión del primer segundo debate presidencial de estados unidos. Además, con una audiencia promedio de 1.840 millones de espectadores, de los cuales 842,000 fueron adultos de 18-49, siendo el programa más visto en cualquier idioma en la ciudad de Los Ángeles.Sin embargo, a pesar de ese fuerte debut, los ratings del programa comenzaron a descender de manera paulatina. El ultimo episodio, transmitió el 9 de diciembre de 2018 obtuvo 0.890 millones de espectadores.